# 山田富士

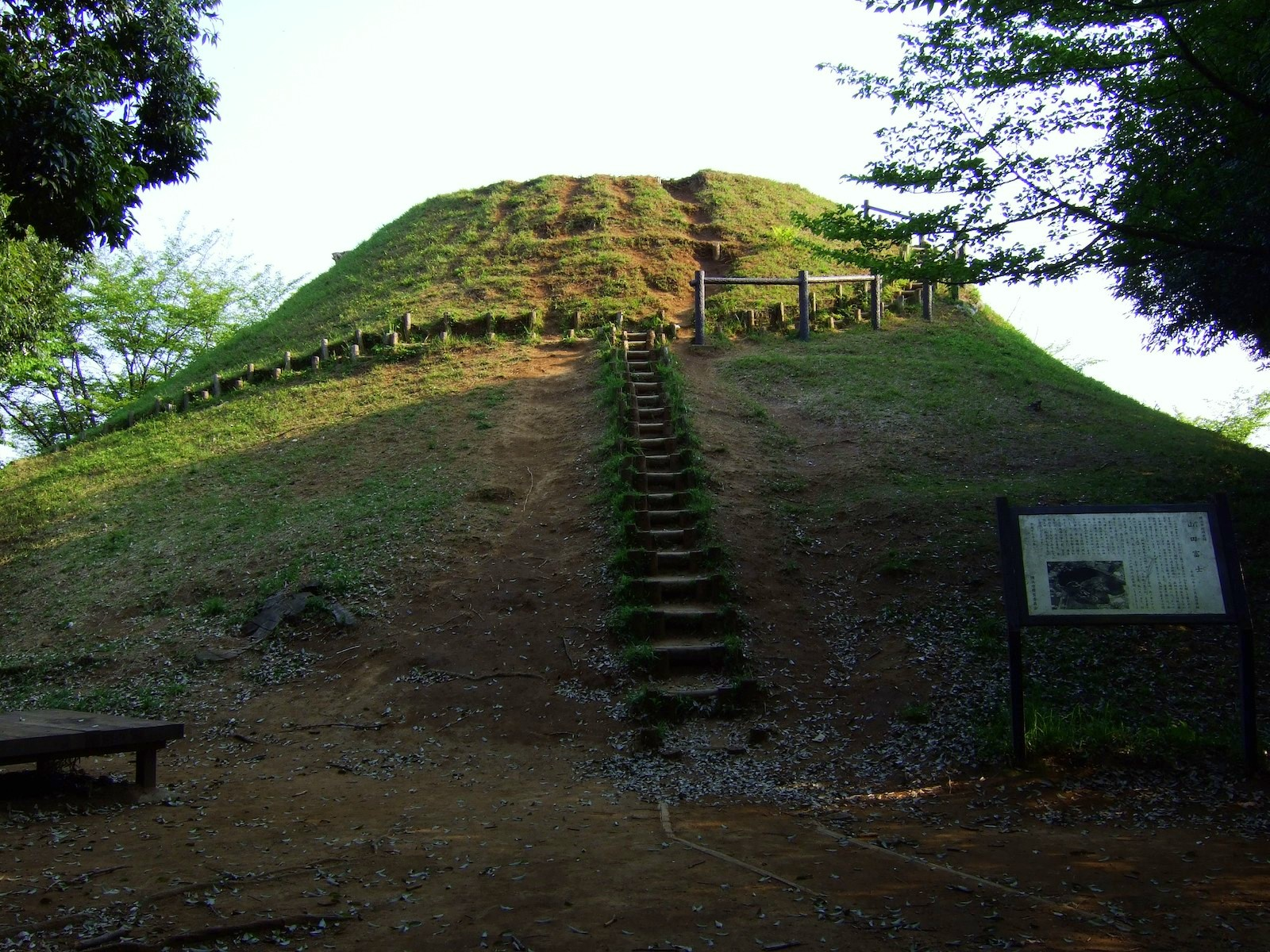
山田富士

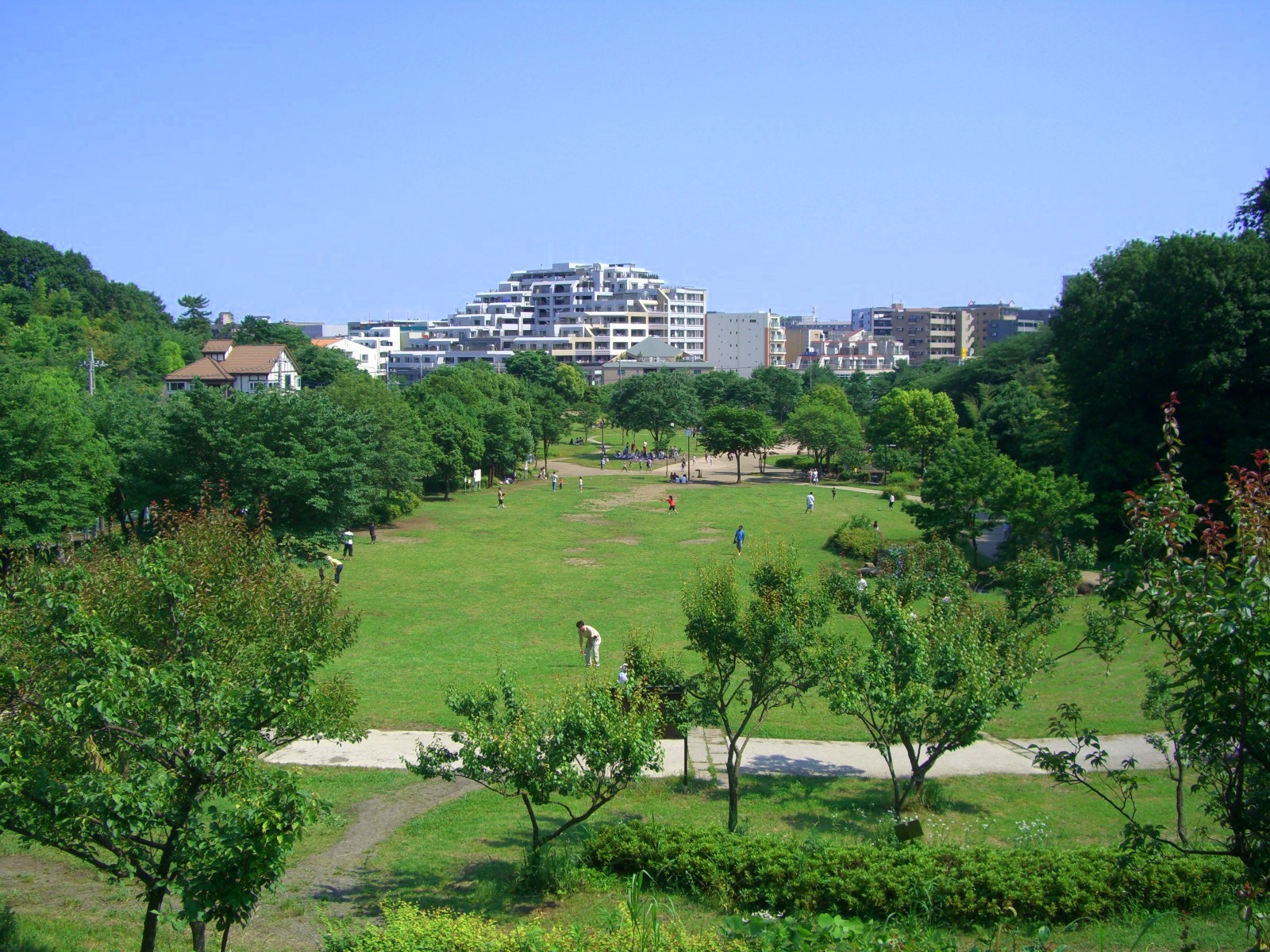
山田富士公園

山田富士（やまたふじ）は神奈川県横浜市都筑区北山田1丁目4にある江戸時代の富士塚。横浜国際プールの南の山田富士公園にある。1996年（平成8年）11月5日に横浜市登録地域文化財の「地域史跡」に登録されている。

## 概要
山田富士は1828年（文政11年）の古典『新編武蔵風土記稿』にも掲載されている古い歴史のある富士塚である。Google Mapや航空写真などで上からみると、火口も形作られているのが解る。公園化された現在は桜の名所となっている。
都筑区にはたくさんの富士塚があり、このほかには川和町（かわわちょう）の川和富士や、池辺町（いこのべちょう）の池辺富士がある。

## 交通
- 横浜市営地下鉄グリーンラインの「北山田駅」下車、または東急バス「山田富士」・「北山田交差点」下車、徒歩5分。